# コミッショナーズ・トロフィー
コミッショナーズ・トロフィー（Commissioner's Trophy）は、野球のメジャーリーグベースボールにおいて、優勝決定戦 "ワールドシリーズ" を制したチームに授与されるトロフィー。毎年ひとつ製造され、優勝チームに贈られる。
現在のトロフィーは1999年にティファニーがデザインしたもので、アメリカンリーグとナショナルリーグの合計チーム数を表す30のペナントが立つ形状をしており、土台部分を除いた高さは約70cm。重さは約13.6kgである。スターリングシルバー製で、金メッキされている。見積価格は約15,000ドルだという。